# Asiago (fromage)

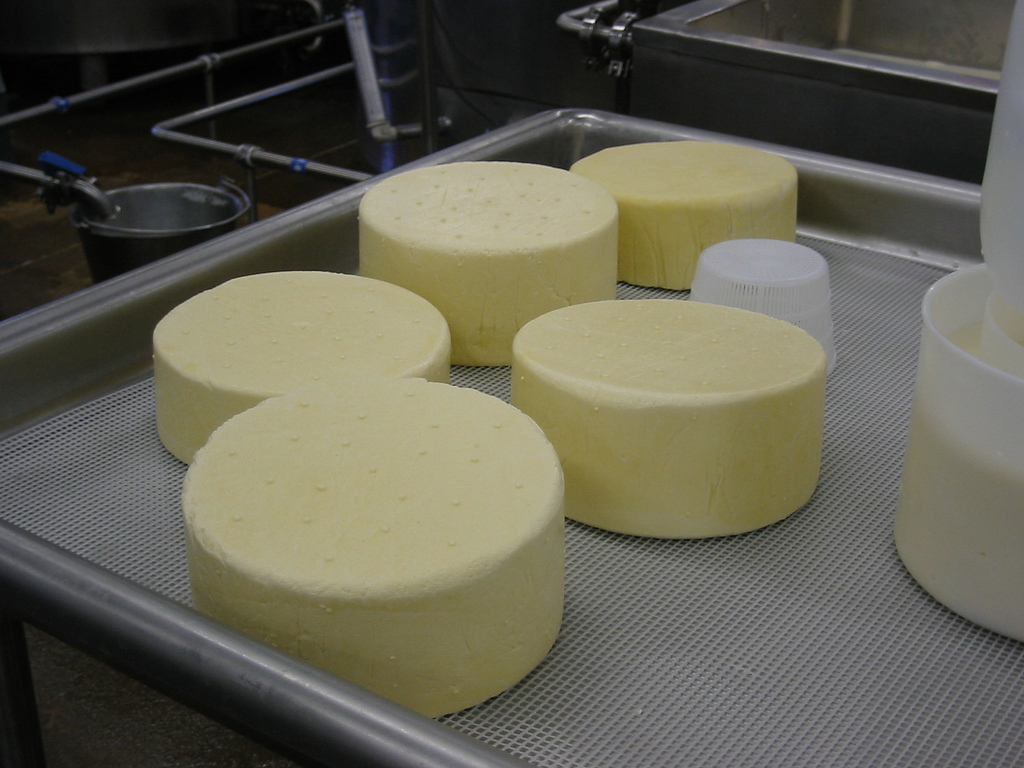
Asiago durant l'affinage.

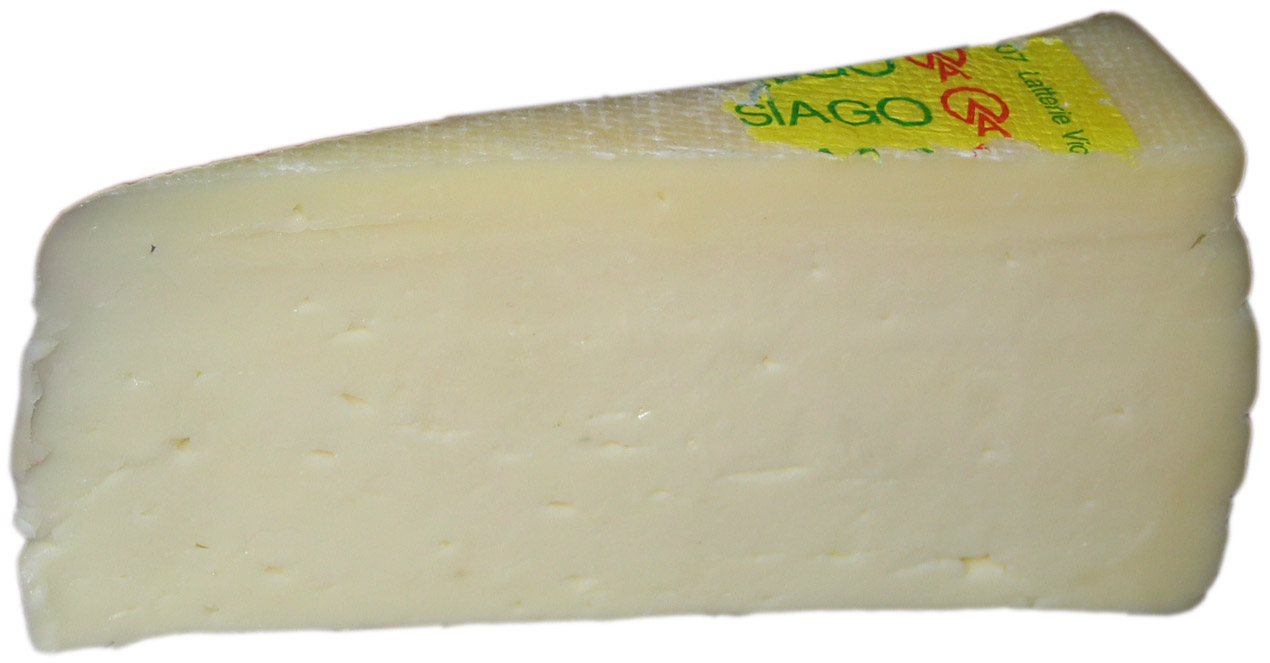
Une tranche d'Asiago.

Pour les articles homonymes, voir Asiago (homonymie).
L'asiago est un fromage à base de lait de vache, à pâte pressée cuite produit principalement dans les provinces au nord-est de l'Italie.

## Histoire
Son appellation est liée au « plateau d'Asiago », zone d'estive à partir de laquelle il s'est diffusé — à cause de la migration de la population locale causée par la Grande Guerre — dans les provinces adjacentes tout en conservant dans le temps ses caractéristiques d'origine. Depuis le 12 juin 1996, la dénomination Asiago est protégée au niveau européen par une appellation d'origine protégée (AOP).

## Zone de production
La zone de production englobe tout le territoire de la province de Vicence et  de  la province autonome de Trente ainsi que les communes limitrophes des provinces de Padoue et de Trévise.

## Caractéristiques
De forme circulaire et de faible hauteur, l'Asiago pèse entre 8 et 12 kg et se présente en deux variétés :
- Pressato (Fresco), à partir de lait entier.
- D'allevo (Stagionato), à partir de lait en partie écrémé.
  - Mezzano : affinage de 4 à 6 mois
  - Vecchio : affinage de 10 à 15 mois
  - Stravecchio : affinage de plus de 15 mois

Environ 20 000 tonnes sont produites par an.

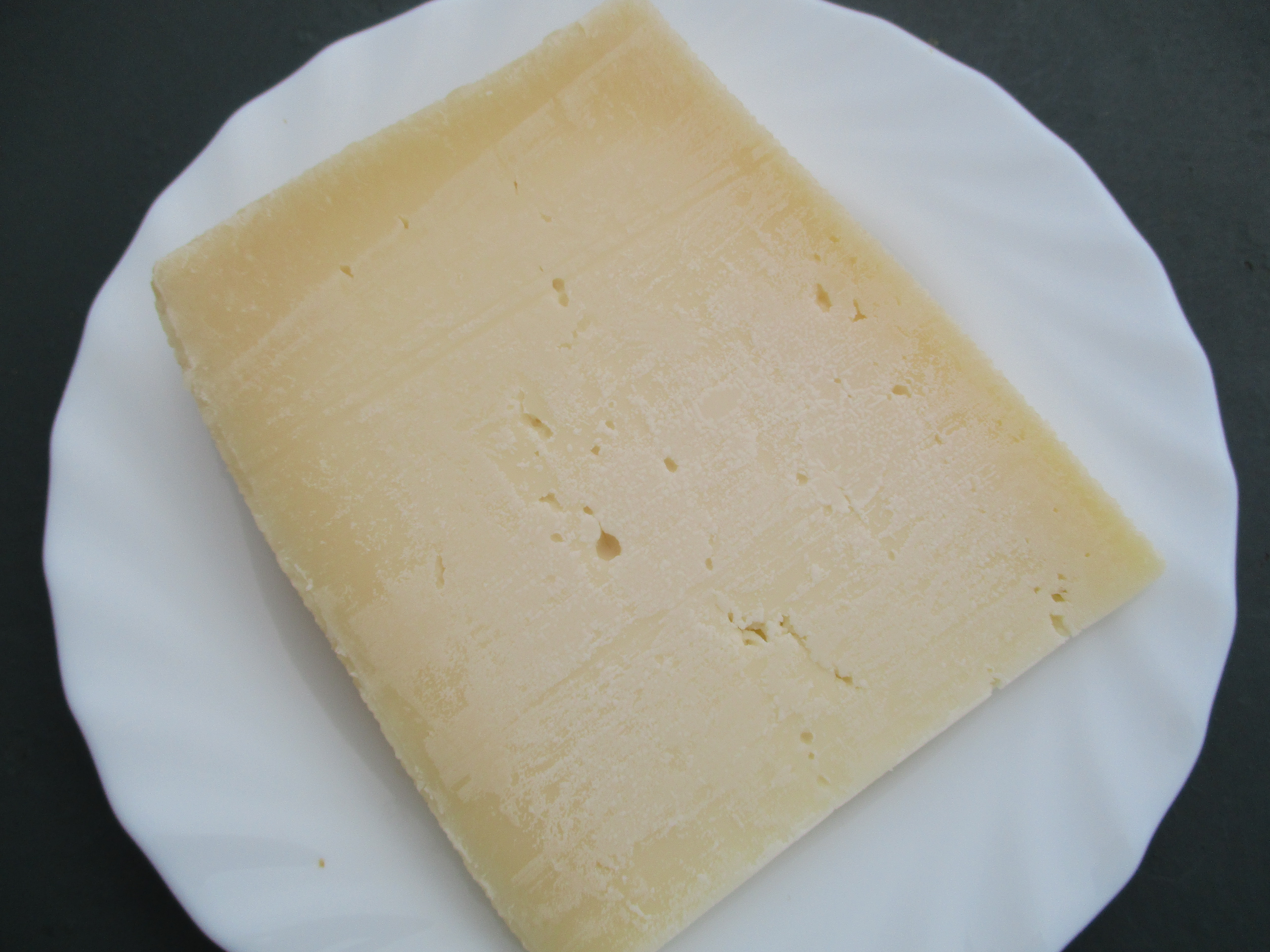
Fromage asiago allevo.